# Seznam novozelandskih kolesarjev
Seznam novozelandskih kolesarjev.

## A
- Shane Archbold

## B
- Jack Bauer
- George Bennett
- Patrick Bevin
- Kaytee Boyd

## C
- Clem Captein

## F
- Finn Fisher-Black

## G
- Taylor Gunman

## H
- Ella Harris
- Mikayla Harvey
- Greg Henderson
- Samuel Horgan

## S
- Tom Scully
- Jesse Sergent

## U
- Sarah Ulmer

## V
- Linda Villumsen